# Мартин Желанков
Мартин Стефанов Желанков е български актьор, който е известен с ролята си на Мартин в „Ние, нашите и вашите“.

## Биография
Роден е на 23 юли 1999 г. Майка му – Албена Михова е актриса, а баща му – Стефан Желанков е оператор в bTV.
През 2018 г. завършва 144 средно училище „Народни будители“.
През 2022 г. завършва и НАТФИЗ „Кръстю Сарафов“ със специалност „Актьорско майсторство за куклен театър“ в класа на проф. Румен Рачев.

### Актьорска кариера
Като дете учи в актьорската школа на майка си.
През 2017 г. е известен с ролята си на Мартин в сериала „Ние, нашите и вашите“, излъчван по Нова телевизия, а през 2018 г. е номиниран за „Изгряваща звезда“ на наградите „NOVA подкрепя българските филми“ с Радина Боршош.
Като студент играе в дипломните спектакли „Пук“ и „Снежната кралица“ в куклен театър „НАТФИЗ“.
През май 2022 г. играе в театрална комик терапия „Направихте ме на луд“ на режисьора Богдан Петканин, където си партнира с актьорите Мария Сапунджиева, Ненчо Илчев, Руслан Мъйнов, Кирил Ефремов и Тихомир Благоев.
От юли 2022 г. играе в Сатиричния театър „Алеко Константинов“ по програма „Мелпомена“.

### Музикални видеоклипове
През януари 2022 г. участва в музикалния видеоклип на Калина Баткова (K.LINA) „Nowhere“ със състудентите си Мадлен Чайлева, Ванина Попова, Калин Зафиров, Димитър Иванов, Мелис Скендрова и Даниела Замфирова.

## Филмография
- „Ние, нашите и вашите“ (2017) – Мартин

## Дублаж
| Година | Заглавие             | Роля           |
| ------ | -------------------- | -------------- |
| 2009   | Облачно, с кюфтета   | Кал            |
| 2009   | Коледна песен        | Други гласове  |
| 2022   | Лошите момчета       | Полицай        |
| 2022   | Баз Светлинна година | Федърингамстан |
| 2022   | Домът на Рейвън      | Нийл           |

## Участия в музикални клипове
- 2022 – „Nowhere“ (K.LINA)[10]

## Личен живот
Има връзка със състудентката си Мадлен Чайлева, която също е актриса.